# Йонні Екстрем
Йонні Екстрем (швед. Johnny Ekström, нар. 5 березня 1965, Каллебек, Гетеборг) — шведський футболіст, що грав на позиції нападника.
Насамперед відомий виступами за клуби «ІФК Гетеборг» та «Айнтрахт», а також національну збірну Швеції.

## Клубна кар'єра
У дорослому футболі дебютував 1984 року виступами за команду клубу «ІФК Гетеборг», в якій провів два сезони, взявши участь у 42 матчах чемпіонату. Більшість часу, проведеного у складі «Гетеборга», був основним гравцем атакувальної ланки команди. У складі «ІФК Гетеборг» був одним з головних бомбардирів команди, маючи середню результативність на рівні 0,43 голу за гру першості.
Своєю грою за цю команду привернув увагу представників тренерського штабу італійського «Емполі», до складу якого приєднався 1986 року. Відіграв за команду з Емполі наступні два сезони своєї ігрової кар'єри. Граючи у складі «Емполі» також здебільшого виходив на поле в основному складі команди.
1988 року уклав контракт з мюнхенською «Баварієї», у складі якої провів наступний сезон своєї кар'єри гравця. Тренерським штабом нового клубу також розглядався як гравець «основи».
З 1989 року два сезони грав у Франції, де захищав кольори команди клубу «Канн». 
З 1991 року знову, цього разу два сезони захищав кольори команди клубу «ІФК Гетеборг».  В новому-старому клубі був серед найкращих голеодорів, відзначаючись забитим голом в середньому щонайменше у кожній другій грі чемпіонату.
Згодом з 1993 по 1995 рік грав у складі команд клубів «Реджяна», «Реал Бетіс» та «Динамо» (Дрезден). З 1995 року два сезони захищав кольори команди клубу «Айнтрахт». 
Завершив професійну ігрову кар'єру 1998 року у клубі «ІФК Гетеборг», у складі якого свого часу дебютував у футболі.

## Виступи за збірну
1986 року дебютував в офіційних матчах у складі національної збірної Швеції. Протягом кар'єри у національній команді, яка тривала 10 років, провів у формі головної команди країни 47 матчів, забивши 13 голів.
У складі збірної був учасником чемпіонату світу 1990 року в Італії, а також домашнього для шведів чемпіонату Європи 1992 року.

## Титули і досягнення
Командні:
 «Гетеборг»
- Чемпіонат Швеції
  - Чемпіон (3): 1984, 1991, 1993
- Кубок Швеції
  - Володар (1): 1991
- Кубок УЄФА
  - Володар (1): 1986-87

Особисті:
- Найкращий бомбардир чемпіонату Швеції: (1)

1986